# 水書板
水書板（すいしょばん）は、毛筆（書道）の練習に用いられる特殊な板のことである。墨の代わりに水を含ませた筆で書くと、水に反応した部分に筆跡が残るが、乾くと消えるため、くり返し使えるようになっている。そのため、乾かせば何度でも使えることから、通常の習字の授業などで必要な墨汁や半紙が必要ないため、経済的であるという側面がある。書道の授業などで用いられる。別名に「水黒板」がある。